# Distretto di Węgrów
Il distretto di Węgrów (in polacco powiat węgrowski) è un distretto polacco appartenente al voivodato della Masovia.

## Geografia antropica

### Suddivisioni amministrative
Il distretto comprende 9 comuni.
- Comuni urbani: Węgrów
- Comuni urbano-rurali: Łochów
- Comuni rurali: Grębków, Korytnica, Liw, Miedzna, Sadowne, Stoczek, Wierzbno